# 天主教贡伯戈讷姆教区
天主教貢伯戈訥姆教區 （拉丁語：Dioecesis Kumbakonamensis）是印度一個羅馬天主教教區，屬本地治里暨古德洛爾總教區。
教區成立於1899年9月1日，位於泰米爾納德邦東部。2004年有教友88,576人（佔轄區總人口7.5%）、八十個堂區、158名司鐸。現任教區主教為方濟‧安托尼桑米。